# Xuixànovka
Xuixànovka (en rus: Шушановка) és un poble del Daguestan, a Rússia, que en el cens del 2010 tenia 1.854 habitants. Pertany al districte rural de Kiziliurt.